# Método de coloração hematoxilina-eosina de Carazzi
Método de coloração hematoxilina de Carazzi-eosina é um método simples para histologia. Núcleos basófilos, bactérias, cálcio e outros são corados pela hematoxilina. O citoplasma eosinófilo e outros tecidos são corados de vermelho pela eosina.
O corante é adequado à fotografia em preto e branco em determinadas aplicações.
O método de Carrazzi é composto das etapas de deparafinização, coloração, desidratação e imersão e são mais adequadamente realizadas em temperatura de aproximadamente 24°C.
Os componentes são a solução de hematoxilina de Carazzi, álcool ácido, solução saturada de carbonato de lítio, soluções de eosina acidificadas com ácido acético e uma mistura de creosoto-xileno.